# Banderas del Águila
Banderas del Águila es una localidad del estado mexicano de Durango. Es parte del municipio de Durango.

## Demografía
| Gráfica de evolución demográfica |
|                                  |

| Censo | Población |
| ----- | --------- |
| 1940  | 38        |
| 1950  | 171       |
| 1960  | 271       |
| 1970  | 521       |
| 1980  | 740       |
| 1990  | 990       |
| 2000  | 1 280     |
| 2010  | 1 274     |
| 2020  | 1 631     |